# Associazione italiana maestri cattolici
L'Associazione italiana maestri cattolici (AIMC) è un'associazione cattolica italiana che riunisce "docenti, dirigenti ed ispettori della scuola dell'infanzia e di base".

## Storia
Nacque nel 1945, erede dell'Associazione magistrale cattolica "Niccolò Tommaseo", operante dal 1900 al 1926 e soppressa in seguito alle norme restrittive fasciste. Fu fondata da Maria Badaloni e Carlo Carretto; vi lavorò anche Maria Elisabetta Mazza. Vide confluire al suo interno l'esperienza associativa delle sezioni dei maestri dell'Azione cattolica, unica forma di associazionismo consentita durante il ventennio fascista.
Il primo congresso nazionale si tenne dal 3 all'8 settembre 1946. L'idea fondamentale era quella di operare una scelta impegnativa sul piano del riscatto professionale e del sostegno alla nascente democrazia.
L'associazione volle reagire con forza alle carenze drammatiche della scuola elementare del tempo, così come alla insufficiente formazione degli insegnanti. Volle essere un'associazione che «chiama tutti i maestri a raccolta e mira a soddisfare ogni esigenza di vita del maestro, della sua formazione, della sua personalità e della sua azione.| Maria Badaloni alla vigilia del primo congresso nazionale».
Nel corso della sua storia tenne sedici congressi nazionali e si estese su tutto il territorio nazionale. 

## Attività
Attualmente è articolata ai vari livelli sezionale, provinciale e regionale, per un totale di 300 sezioni presenti in quasi tutte le province italiane.
Nel settembre 2008 è stato approvato il nuovo statuto.
Attualmente ne è presidente Giuseppe Desideri. L'assistente ecclesiastico è padre Giuseppe Oddone.